# 日本ポリプロ
日本ポリプロ株式会社（英文名称Japan Polypropylene Corporation）は、ポリプロピレン樹脂の開発及び製造を行う化学メーカー。ポリプロピレン製造技術のライセンス事業も手掛ける。2003年（平成15年）10月に日本ポリケム（65%）とJNC石油化学（当時の商号はチッソ石油化学）（35%）の共同出資により設立されたが、日本ポリケムは三菱ケミカル（旧三菱化学）の、JNC石油化学はJNCのそれぞれ100%出資であるため、実質上は三菱ケミカルとJNCの合弁事業であると言える。

## 主な製品
「ノバテック」や「ウィンテック」、「ニューコン」などの商品名による、各種ポリプロピレン樹脂。

## 事業所
- 本社 - 〒100-8251　東京都千代田区丸の内1-1-1 パレスビル
- 名古屋支店 - 〒451-6018　愛知県名古屋市西区牛島町6番1号　名古屋ルーセントタワー18階
- 鹿島工場 - 〒314-0102　茨城県神栖市東和田17-1
- 五井工場 - 〒290-8551　千葉県市原市五井海岸5-1
- 川崎工場 - 〒210-0865　神奈川県川崎市川崎区千鳥町3-1
- 四日市工場 - 〒510-0011　三重県四日市市霞1-21
- 水島工場 - 〒712-8054　岡山県倉敷市潮通3-10
- 第一・第二材料技術センター、重合技術センター - 〒510-0848　三重県四日市市東邦町1